# Gaston Guignard
 (juillet 2015).
Si vous disposez d'ouvrages ou d'articles de référence ou si vous connaissez des sites web de qualité traitant du thème abordé ici, merci de compléter l'article en donnant les références utiles à sa vérifiabilité et en les liant à la section « Notes et références ».
Alexandre Gaston Guignard, né à Bordeaux le 8 mars 1848 et mort à Paris le 16 octobre 1922, est un peintre français.

## Biographie
Gaston Guignard étudie d'abord le droit et se fait inscrire au barreau de Paris. Après avoir servi dans un régiment de dragons durant la guerre franco-allemande de 1870, Gaston Guignard suit sa vocation artistique et entre dans l'atelier du peintre Jules-Jean Ferry, avant de suivre l'enseignement d'Henri Gervex et de Ferdinand Humbert.
Il débute au Salon de 1874 et se révèle peintre de portraits, de paysages, d'animaux, de scènes militaires laissant une large place aux animaux.
Il reçoit la médaille d'honneur à l'Exposition internationale de Nice en 1883 pour la toile Réquisitions en Beauce, campagne de 1870-1871 (1882). Au verger (1884) sera récompensé d'une médaille d'argent à l'Exposition universelle de 1889 à Paris. 
Gaston Guignard est élu membre de la délégation de la nouvelle Société nationale des beaux-arts, dont il est l'un des fondateurs. Il y exposera un nombre important de paysages inspirés par sa région, la Gironde, ou par ses voyages. Il a aussi exposé au Salon de la Société des pastellistes. Il est un des premiers peintres français à explorer le marché argentin avec une exposition à Buenos Aires en 1906, suivie d'une exposition à Rio de Janeiro en 1908. Il est nommé chevalier de la Légion d'honneur en 1891.

## Collections publiques
- Bordeaux, musée des beaux-arts :
  - Éclaireurs en fuite sur la neige, huile sur toile[1]
  - Le Marchand de veaux, huile sur toile[2]
  - Marine, huile sur bois[3]
- Musée d'Évreux :
  - Le Soir à l'étang des Cazeaux (Landes), huile sur toile, 53 × 66 cm
  - Esquisse d'un paysage, huile sur panneau de bois
  - Réquisition en Beauce (épisode de la Guerre de 1870), 1876, huile sur toile, 358 × 218 cm
- Paris, musée d'Orsay : Le Troupeau à l'abreuvoir, 1894, huile sur toile[4]

Quelques œuvres de Gaston Guignard
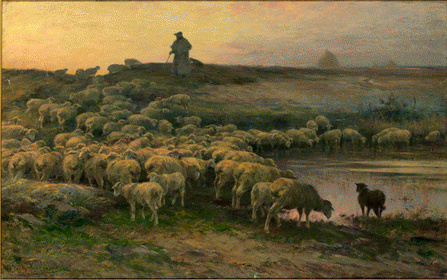
Troupeau à l'abreuvoir
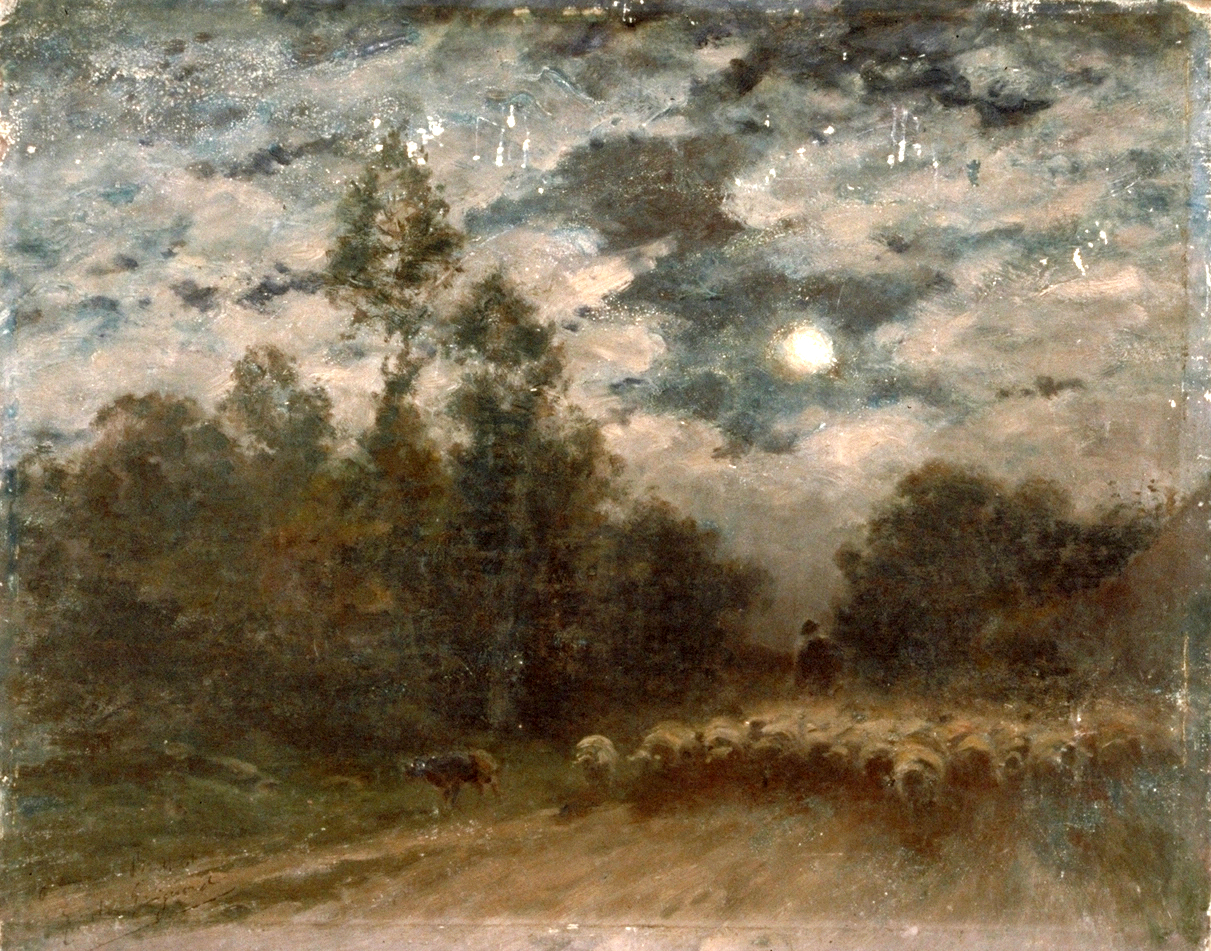
Troupeau de moutons
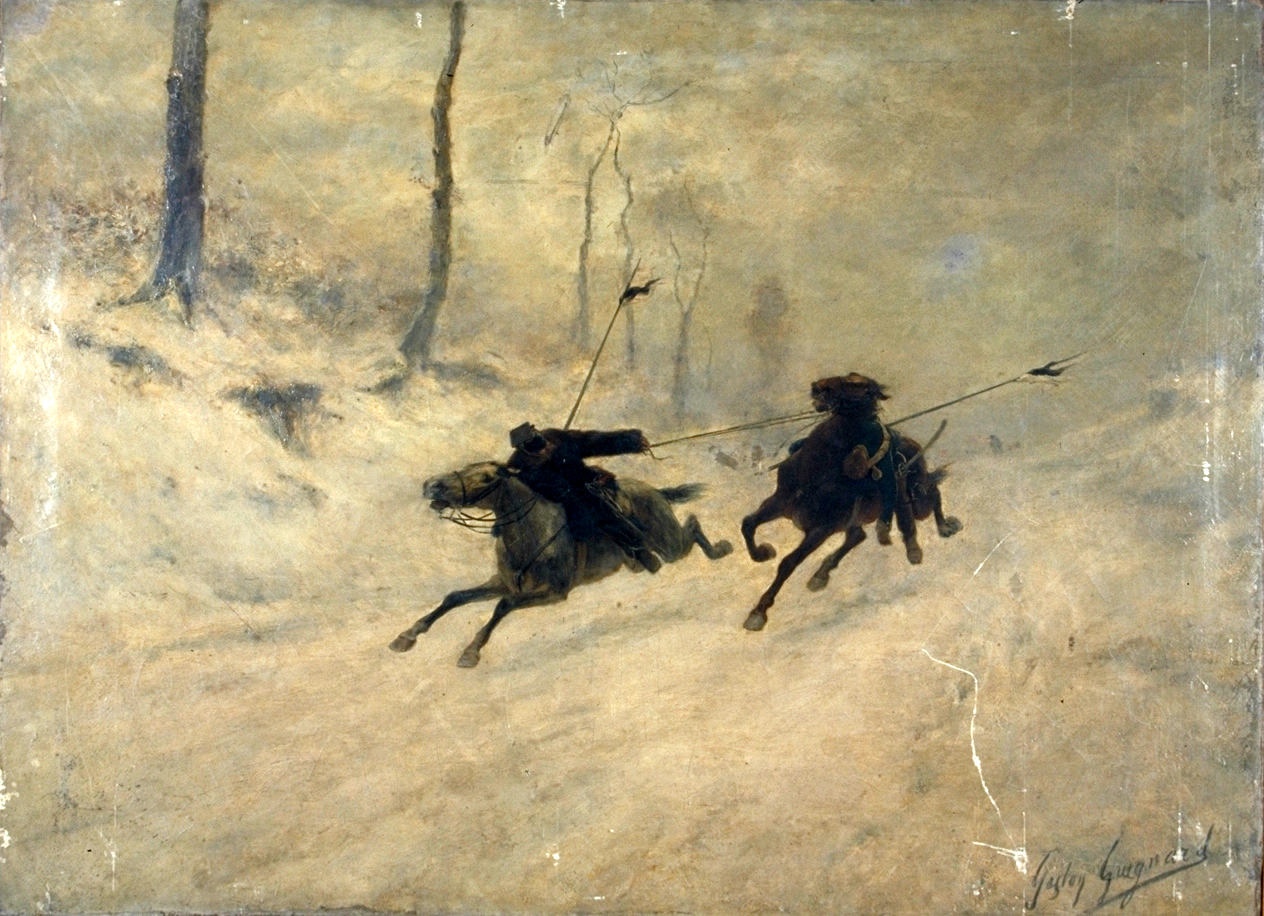
Les Uhlans
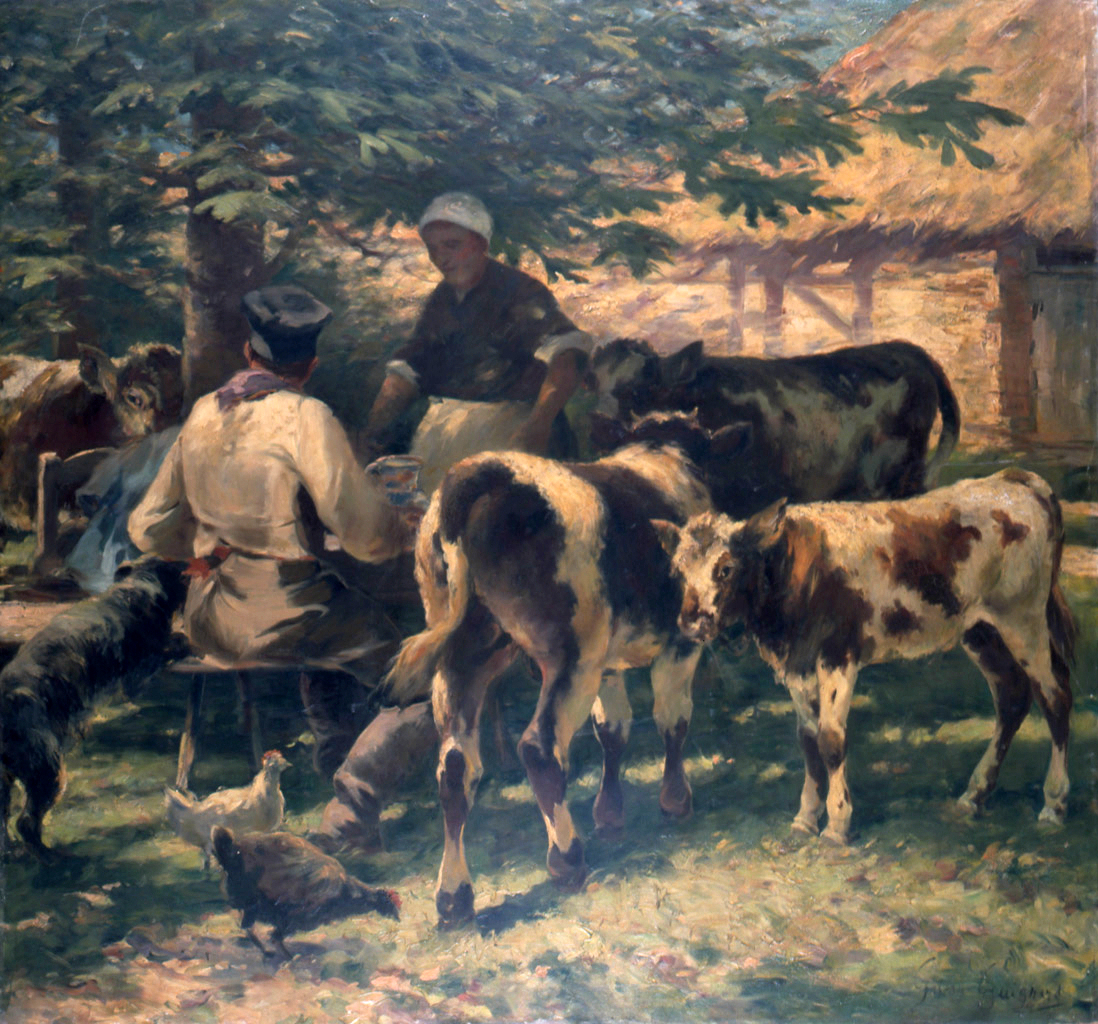
Le marchand de veaux
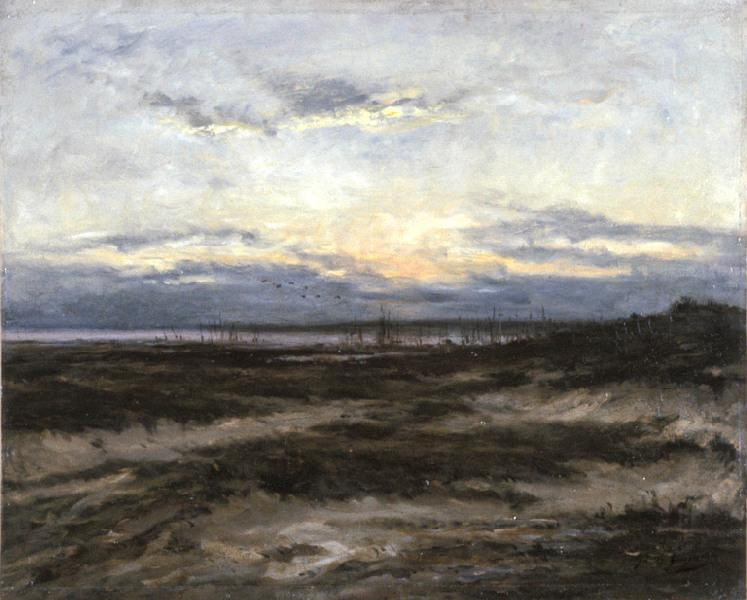
Le Soir à l'étang des Cazeaux
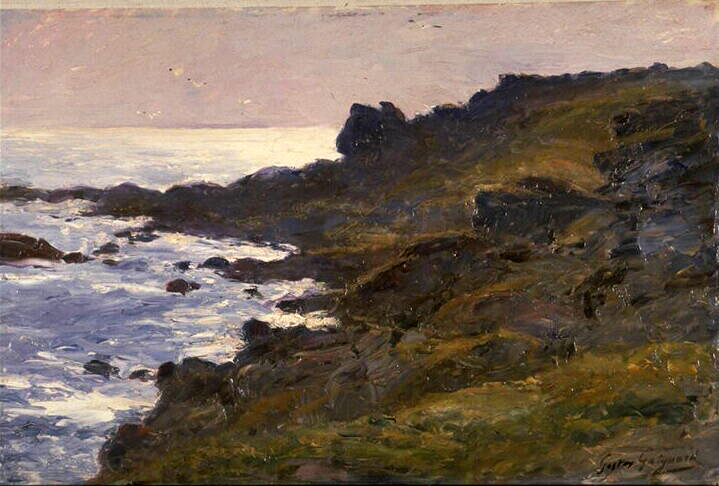
Paysage maritime
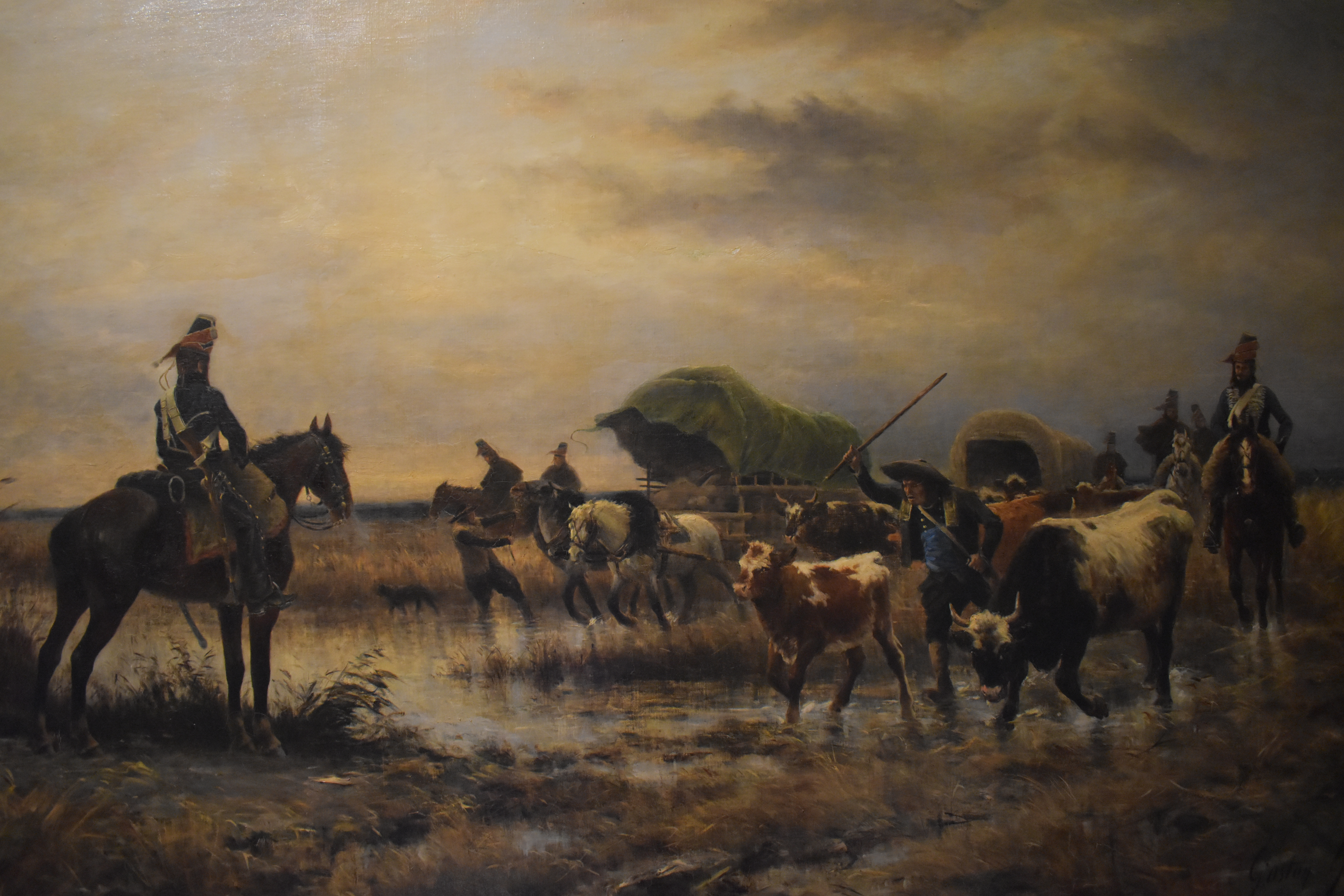
Convoi dans les marais de Quiberon, 1794